# Secusio
Secusio is een geslacht van vlinders van de familie spinneruilen (Erebidae), uit de onderfamilie Arctiinae.

## Soorten
- S. abdominalis Rothschild, 1910
- S. ansorgei Rothschild, 1933
- S. atrizonata Hampson, 1910
- S. deilemera Talbot, 1929
- S. discoidalis Talbot, 1929
- S. drucei Rothschild, 1933
- S. gaetana Oberthür, 1923
- S. griseipennis Hampson, 1911
- S. javanica Roepke, 1940
- S. mania Druce, 1887
- S. monteironis Rothschild, 1933
- S. quadripunctata Aurivillius, 1900
- S. rothi Rothschild, 1933
- S. sansibarensis Strand, 1909
- S. somalensis Hampson, ????
- S. strigata Walker, 1854